# Заграва (опера)
«Заграва» — українська опера на 4 дії (6 картин). Друга редакція опери «Назустріч сонцю» (1957). Створена 1959 року. Композитор — Анатолій Кос-Анатольський; лібретист — Ростислав Братунь. Прем'єра — 24 жовтня 1959, Львів, Театр опери та балету ім. І. Франка.